# Fredric Baur
Pour les articles homonymes, voir Baur.
Fredric John Baur, né le 14 juin 1918 à Toledo (Ohio) et mort le 4 mai 2008 à Cincinnati (Ohio), est un chimiste américain, spécialiste du conditionnement des aliments, connu pour avoir conçu et breveté l'emballage des chips empilables de la marque Pringles. 

## Carrière
Fredric Baur, diplômé de l'université de Toledo à Toledo dans l'Ohio, a obtenu ses diplômes de Master et doctorat (PhD) à l'université d'État de l'Ohio. Il résidait à Cincinnati, dans l'Ohio.
Durant la Seconde Guerre mondiale, il sert dans l'United States Navy, à San Diego, en tant que physiologiste et mène des recherches sur les aspects médicaux des vols militaires,. Il commence à travailler pour Procter & Gamble dès la fin des années 1940,,.
En 1966, Fredric Baur dépose un brevet pour l'emballage tubulaire des Pringles qui dispose les chips dans un tube droit. Cet emballage, de type canister (emballage cylindrique qui s'ouvre en totalité à l'une de ses extrémités), est très résistant du fait de son film métallique intérieur doublé d'un film cartonné extérieur et d'un couvercle en plastique. Plus tard, le conditionnement évolue vers un ensemble tout en carton composé de papier mélaminé collé à un mince feuillet d'aluminium, enduit de polypropylène sur sa face extérieure (face papier) ce qui permet l'étanchéité du produit, avec un couvercle type plastique mou et un fond scellé en alliage métallique,,. Le principe de conditionnement des Pringles sous la forme de canister provoque une vague d'innovation dans le domaine de l'emballage des produits de supermarché.
En 1970, il dépose un brevet relatif à la méthode de conditionnement de ces chips incurvés,.
On lui doit également la mise au point d'huiles de friture et, avec la collaboration de l'assistant chef de produits Steve Ballmer, de la crème glacée lyophilisée Coldsnap (une crème glacée dont l'essentiel de l'eau qu'elle contient est retirée par lyophilisation puis scellée dans un étui hermétique ; elle ne nécessite pas de réfrigération et peut être conservée à température ambiante) mais le succès n'est pas au rendez-vous,.
Plus tard, Baur devient, toujours au sein de Procter & Gamble, responsable du contrôle des installations de production.
Une partie des cendres de Fredric Baur ont été inhumées dans un tube de Pringles conformément à ses dernières volontés. Larry Baur, son fils aîné déclare : « Quand mon père a évoqué pour la première fois l'idée d'inhumation dans les années 1980, j'ai rigolé. » Larry Baur s'est ensuite rendu compte que son père était sérieux et, quand son père meurt après une bataille contre la maladie d'Alzheimer, la discussion entre ses enfants quant au respect de ses dernières volontés a finalement porté sur la saveur à utiliser ; l'original a été choisi. Ainsi, ses cendres, dans sa tombe de l'Arlington Memorial Gardens sont réparties entre une urne funéraire classique et un tube de Pringles,,,,.

## Publications
- (en) Fredric J. Baur et Willy Lange, « Directed Interesterification in Glycerides. III. The Synthesis of Single-Fatty Acid 1,3-Diglycerides », Journal of the American Chemical Society, vol. 73, no 8,‎ août 1951, p. 3926–3928 (DOI 10.1021/ja01152a109)
- (en) Robert M. Russell, Robert Yeager, Fredric Baur et James R. Dupre, « Bird Problems and Food Storage and Processing Facilities », dans William B. Jackson (dir.), Proceedings: Seventh Bird Control Seminar, Bowling Green, Bowling Green State University, novembre 1976 (lire en ligne), p. 111–120
- (en) Fredric J. Baur (dir.), Insect Management for Food and Storage and Processing, St. Paul, MN, American Association of Cereal Chemists, 1984